# Paul Kenny
Pour les articles homonymes, voir Kenny.
Œuvres principales
- Action immédiate
- Les Silences de Coplan

Paul Kenny est un des pseudonymes utilisés par deux auteurs belges, Jean Libert (1913-1995) et Gaston Vandenpanhuyse (1913-1981) pour publier à partir de 1953 des romans d'espionnage ayant pour héros récurrent Francis Coplan.
En 1981, Jean Libert prend la suite seul pour une dizaine de volumes avant d'être remplacé en 1987 par Serge Jacquemard (1928-2006) jusqu'en 1996.

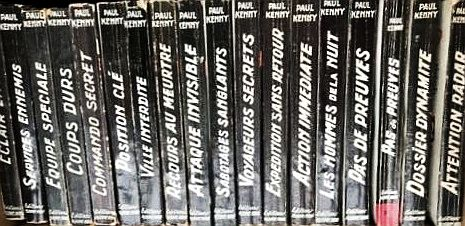
Quelques ouvrages de Paul Kenny.

## Description
Sous le nom de Paul Kenny ont été signés à partir de 1953  deux cent trente-sept romans d'espionnage édités aux éditions Fleuve noir : la série narrant les aventures de Francis Coplan, agent secret français du SDECE (l'ancêtre de la DGSE). C'est Jean Libert qui entre d'abord en relation avec l'éditeur du Fleuve Noir, avant de solliciter Gaston Vandenpanhuyse comme collaborateur, afin de tenir le rythme de publication de l'éditeur, qui demandait à ses auteurs d'être capables de lui fournir au moins trois romans par an. Les romans étaient rédigés, à tour de rôle, par les deux auteurs, à raison de trois romans par an  en moyenne chacun. En 1968, au plus fort du succès de la série, chaque roman tirait à plus de 170 000 exemplaires.
Pour les romans d'espionnage ne mettant pas en scène le personnage de Coplan, les deux auteurs utiliseront les pseudonymes de Jack Murray, Rudy Martay et Graham Livandert.
Selon Jean Libert, qui a publié Un portrait de Paul Kenny, paru en préface de Perfides pyramides pour Coplan (Fleuve noir, 1996), « Paul Kenny, au lieu de respecter la règle sacro-sainte du nouveau roman d'espionnage  à la mode, prenait le risque de violer tous les tabous du genre. Francis Coplan, ne travaillait ni pour  la C.I.A. ni pour le M.I.6 mais pour la France, et il risquait sa vie pour la défense  des intérêts de son pays. »

## Les titres de la série
1. Sans issue, Fleuve Noir, Espionnage no 0028 (1953)
2. Éclair en Z (1953)
3. Équipe spéciale (1953)
4. Coups durs (1953)
5. Commando secret (1953)
6. Secteur dangereux (1954)
7. Signaux dans l'ombre (1954)
8. Poursuite à l'aube (1954)
9. Lignes de force (1954)
10. Face au traître (1954)
11. Position clé (1954)
12. Ville interdite (1954)
13. Recours au meurtre (1954)
14. Attaque invisible (1954)
15. Sabotages sanglants (1954)
16. Voyageurs secrets (1954)
17. Services ennemis (1955)
18. Expédition sans retour (1955)
19. Action immédiate (1955)
20. Les Hommes de la nuit (1955)
21. Renforts d'urgence (1955)
22. Pas de preuves (1955)
23. Dossier Dynamite (1955)
24. Attention radar (1956)
25. Message priorité (1956)
26. Exécution sommaire (1956)
27. Étau sans pitié (1956)
28. Manœuvres nocturnes (1956)
29. S.O.S. Situation intenable (1956)
30. Courrier Balkans (1956)
31. Dernier jour (1956)
32. Information contre X (1957)
33. Les Mains libres (1957)
34. État d'alerte (1957)
35. F.X.18 perd ses chances (1957)
36. Embuscade au crépuscule (1957)
37. Dispositif mystère (1957)
38. Plan traquenard (1957)
39. Coplan contre-attaque (1957)
40. Banc d'essai (1957)
41. Arme absolue, Fleuve Noir, Espionnage no 0455 (1957)
42. Base d'attaque (1957)
43. Antennes mortes (1957)
44. Rendez-vous à Malmö (1958)
45. Consigne impitoyable (1958)
46. Enjeu tragique (1958)
47. Coplan préfère la bagarre (1958)
48. Envoyez F.X.18 (1958)
49. Bataillon Fantôme (1958)
50. Agent de choc (1959)
51. Raid 59 (1959)
52. Offensive incognito (1959)
53. Coplan joue sa peau (1959)
54. Défi aux ténèbres (1959)
55. Coplan contre l'espionne (1959)
56. Commando casse-cou (1960)
57. FX 18 se défend (1960)
58. Les Silences de Coplan (1960)
59. Coplan sème la panique (1961)
60. Coplan se méfie (1961)
61. Coplan se venge (1961)
62. Patrouille noire (1961)
63. Force de frappe (1961)
64. Coplan riposte (1961)
65. Coplan fait ses comptes (1961)
66. Trahison aux enchères (1962)
67. Projet terreur (1962)
68. Coplan brouille les cartes (1962)
69. FX-18 en difficulté (1962)
70. Coplan tente sa chance (1962)
71. Le Temps des vendus (1963)
72. Coplan se révolte (1963)
73. Stoppez Coplan (1963)
74. Indicatif FX 18 (1963)
75. Coplan sort ses griffes (1963)
76. Guérilla en enfer (1963)
77. Chantiers de mort (1963)
78. Les Astuces de Coplan (1963)
79. FX-18 corrige le tir (1963)
80. F.X.18 doit sauter (1963)
81. Coplan ouvre le feu (1963)
82. Les Tentations de la violence, Fleuve Noir, Espionnage no 0455 (1964)
83. Casse-tête pour Coplan (1964)
84. Coplan bouscule le vieux (1964)
85. Ordres secrets pour FX 18 (1964)
86. Coplan frappe à la tête (1965)
87. Tous contre Coplan (1965)
88. Pas de miracle pour l'espion (1965)
89. Coplan fait peau neuve (1965)
90. Coplan coupe les ponts (1965)
91. Coplan sauve la mise (1965)
92. Coplan paie le cercueil (1966)
93. Guet-apens pour FX-18 (1966)
94. Coplan fonce au but (1966)
95. Barrage à Bogota (1966)
96. Coplan dans le labyrinthe (1966)
97. Contacts Est Ouest (1966)
98. Coplan sur la corde raide (1967)
99. Complot pour demain (1967)
100. Coplan revient de loin (1967)
101. FX-18 relève le gant (1968)
102. Coplan à l'affût (1968)
103. Jouez serré, M. Coplan (1968)
104. L'Étrange Duel de Coplan (1968)
105. Huis clos pour FX-18 ? (1968)
106. Coplan dans la fournaise (1968)
107. Coplan fait coup double (1968)
108. Le Vieux gagne la belle (1969)
109. Coplan vise haut (1969)
110. Coplan rend coup pour coup (1969)
111. Coplan roule sur l'or (1969)
112. FX-18 choisit son heure (1969)
113. Coplan vide son sac (1969)
114. FX-18 joue avec le feu (1970)
115. Les Rendez-vous de Coplan (1970)
116. Coplan fait mouche (1970)
117. La Nuit de Coplan (1970)
118. FX-18 change de piste (1970)
119. Des sueurs pour Coplan (1971)
120. Coplan fait des ravages (1971)
121. Coplan traque le renard (1971)
122. La Pitié de Coplan (1971)
123. FX-18 prend parti (1971)
124. Une balle pour Coplan (1971)
125. Coplan dans le brouillard (1972)
126. Coplan ne lache pas prise (1972)
127. Coplan prend le large (1972)
128. L'Étonnante Aventure de Coplan (1972)
129. FX-18 déblaie le terrain (1972)
130. Coplan va jusqu'au bout (1972)
131. Mission Rangoon pour FX 18 (1973)
132. Un diplomate nommé Coplan (1973)
133. Singapour appelle Coplan (1973)
134. Coplan fait école (1973)
135. Le Rapport secret de Coplan (1973)
136. Coplan a la dent dure (1973)
137. Coplan va trop loin (1973)
138. Coplan a le dernier mot (1973)
139. FX 18 ne perd pas le nord (1974)
140. Les Démons de Bali (1974)
141. Écueil a Recife (1974)
142. Les Cibles de la nuit (1974)
143. Au nom des victimes (1974)
144. L'Ombre et la Solitude (1974)
145. La Peur des autres (1975)
146. La Java de Coplan (1975)
147. Coplan attire la foudre (1975)
148. Diplomatie de la terreur (1975)
149. Sans foi ni loi (1976)
150. Coplan fait des siennes (1976)
151. Deux filles, du fric et des bombes (1976)
152. Le Dragon de jade (1976)
153. Les Poignards de Chiraz (1976)
154. Le Grec de Dakar (1976)
155. L'Atome sur la gorge (1977)
156. La Venus de Kyoto (1977)
157. Coplan brûle les étapes (1977)
158. Feu vert pour Coplan (1977)
159. Coplan monte en ligne (1977)
160. Le Bastion du Pacifique (1978)
161. Coplan va de l'avant (1978)
162. Coplan connait la musique (1978)
163. Des sirènes pour F.X.18 (1978)
164. Le Fracas des armes (1978)
165. Les Sentiers de la haine (1978)
166. Vertiges de la peur (1979)
167. Le Piège de Mandalay (1979)
168. Réseau Apocalypse (1979)
169. La Guyane pour Coplan (1979)
170. Escalade du mépris (1979)
171. Les Requins et les Loups (1979)
172. Mercenaires de l'absurde (1980)
173. Le Secret bleu (1980)
174. Fanatismes dans l'ombre (1980)
175. Alerte à Trivandrum (1980)
176. Opération Janus (1981)
177. Les Beautés de Kinshasa (1981)
178. Derrière les masques (1981)
179. Coplan met les bouchées doubles (1982)
180. La Ronde des tueurs (1982)
181. Un piège en Asie (1983)
182. L'Odeur exquise du dollar (1983)
183. Dans l'œil du cyclone (1984)
184. Le vice joue et gagne (1984)
185. L'Ange et le Serpent (1985)
186. Coplan cherche la femme (1985)
187. L'Amazone du diable (1986)
188. Les Folies de Singapour (1987)
189. Coplan joue l'as aux Bahamas (1987)
190. Des vamps et des vampires (1987)
191. Coplan fait cavalier seul (1987)
192. Coplan et les Crabes rouges (1988)
193. Coplan s'occupe du Pharaon (1988)
194. Coplan joue le pirate de l'air (1988)
195. Honolulu réclame Coplan (1988)
196. Coplan n'a peur de rien (1989)
197. Safari à Sumatra pour Coplan (1989)
198. Coplan et le Glaive du salut (1989)
199. Coplan n'a pas froid aux yeux (1989)
200. Coplan sur le fil du rasoir (1989)
201. Coplan et les Sortilèges malais (1989)
202. Coplan sur des charbons ardents (1990)
203. Vodka et Vaudou pour Coplan (1990)
204. Coplan sur le sentier de la guerre (1990)
205. Coplan hurle avec les loups (1990)
206. Contre-enquête pour Coplan (1990)
207. Coplan dans les sables mouvants (1990)
208. Femmes fatales pour Coplan (1991)
209. Coplan contre la déesse Kali (1991)
210. Coplan tire les ficelles (1991)
211. Coplan garde la tête froide (1991)
212. Coplan se prend au jeu (1991)
213. Coplan n'y va pas de main morte (1992)
214. Coplan calcule ses coups (1992)
215. Coplan réfléchit vite (1992)
216. Coplan ne renonce jamais (1992)
217. Coplan opère à chaud (1992)
218. Coplan a les pieds sur terre (1993)
219. Coplan solide comme un roc (1993)
220. Danger à Tanger pour Coplan (1993)
221. Charade à Belgrade pour Coplan (1993)
222. Des balalaïkas pour Coplan (1993)
223. Imbroglio à Rio pour Coplan (1993)
224. Coplan aux trousses de la fugitive (1994)
225. Coplan en otage à Managua (1994)
226. Sensuelles Seychelles pour Coplan (1994)
227. Bang au Liban pour Coplan (1994)
228. Handicap au Cap pour Coplan (1994)
229. Maléfique Jamaïque pour Coplan (1994)
230. Banco à Porto Rico pour Coplan (1995)
231. Coplan se décarcasse à Caracas (1995)
232. Un zombi en Colombie pour Coplan (1995)
233. Razzia au Kenya pour Coplan (1995)
234. Dés pipés a Taipei pour Coplan (1995)
235. Perfides Pyramides pour Coplan (1995)
236. Tuerie à Sun-City autour de Coplan (1996)
237. Sales Coups à Moscou pour Coplan (1996)

## Adaptations cinématographiques
- 1957 Action immédiate
- 1964 Coplan agent secret FX 18 (d'après Coplan tente sa chance)
- 1964 Coplan prend des risques (d'après Étau sans pitié )
- 1965 Coplan FX 18 casse tout (d'après Stoppez Coplan)
- 1967 Coplan ouvre le feu à Mexico (d'après Coplan fait peau neuve)
- 1968 Coplan sauve sa peau (d'après Coplan paie le cercueil)

## Dans la fiction
Dans son roman Une banane dans l'oreille (1977) Frédéric Dard évoque une « rue des Frères Paul-Kenny » :
« Fayol connaît un gros barbu à Porsche, ce type a été révoqué de la rousse belgium y'a une dizaine d'années sous prétesque qu'y raquettait les patrons d'bar. On a écrasé l'coup pour éviter l'escandale, toujours rejaillisseur. D'puis délors, y l'a ouvert un' salle de culture physique. Y s'appelle Jef Inidschier. Paraît qu'il fréquente pas mal le mitan bruxellois et qu'c't'un mauvais coucheur. Dernièrement, il a t'eu maillot-à-partir avec la police biscotte ses mœurs dont à cause il tripotait des p'tits jeunots qu'allaient s'entraîner l'épais-ctoraux dans sa salle. Un gars à voile et à vapeur, tu piges ?  /  Tandis qu'il jacte, j'ai déjà l'annuaire de Bruxelles en pogne et à la fin de l'envoi, je touche du doigt l'adresse du pileux. Son Institut se trouve tout près de l'hôtel, rue des Frères Paul-Kenny. ».